# هیلاری میسون
هیلاری مِـیسون (انگلیسی: Hilary Mason؛ ‏ ۴ سپتامبر ۱۹۱۷ – ۵ سپتامبر ۲۰۰۶) بازیگر اهل بریتانیا بود.
از فیلم‌ها یا برنامه‌های تلویزیونی که وی در آن نقش داشته‌است، می‌توان به پوآرو، آمرزش، آکویلا، نیکلاس نیکلبی و حالا نگاه نکن اشاره کرد.